# Gusevskij rajon
Il Gusevskij rajon (in russo Гусевский район?) è un rajon dell'Oblast' di Kaliningrad, nella Russia europea; il capoluogo è Gusev.

## Suddivisione
Il rajon è suddiviso in 5 comuni:
- comune urbano di Gusev
- comuni rurali di Kalininskoe; Kubarovka; Majakovskoe; Michajlovo